# Springfield (Tennessee)
Springfield – miasto w Stanach Zjednoczonych, w stanie Tennessee, w hrabstwie Robertson.